# Tunç Girgin
Tunç Girgin (Ankara, 15 settembre 1969) è un ex cestista turco.

## Carriera
Con la Turchia ha disputato i Campionati europei del 1997.